# Landtagswahl in Rheinland-Pfalz 1959
- SPD: 37
- FDP: 10
- CDU: 52
- DRP: 1

Die Landtagswahl in Rheinland-Pfalz 1959 fand am 19. April statt. 
Trotz absoluter Mehrheit der CDU setzte Ministerpräsident Peter Altmeier die seit Juni 1951 bestehende schwarz-gelbe Koalition mit der FDP fort. Oppositionsparteien im Landtag von Rheinland-Pfalz waren die SPD und die DRP, die die Fünf-Prozent-Hürde knapp überwand. Wegen des regionalen Wahlschlüsselverfahrens zog sie aber nur mit einem Abgeordneten (Hans Schikora) in den Landtag ein.

## Wahlergebnis
Landtagswahl am 19. April 1959
Wahlberechtigte: 2.266.778
Wähler: 1.749.227 (Wahlbeteiligung: 77,17 %)
Gültige Stimmen: 1.712.354 
 Ungültige Stimmen: 36.873 (2,11 %)
| Partei | Stimmen   | Anteil in % | Sitze | Sitze 1955 |
| CDU    | 829.236   | 48,43       | 52    | 51         |
| SPD    | 596.984   | 34,86       | 37    | 37         |
| FDP    | 165.937   | 9,69        | 10    | 12         |
| DRP    | 87.349    | 5,10        | 1     |            |
| BHE    | 23.253    | 1,36        |       |            |
| BdD    | 6.613     | 0,39        |       |            |
| DG     | 2.453     | 0,14        |       |            |
| DLV    | 529       | 0,03        |       |            |
| Total  | 1.712.354 |             | 100   | 100        |

→ Liste der Mitglieder des Landtages Rheinland-Pfalz (4. Wahlperiode)